# Charles D. Lewis
Pour les articles homonymes, voir Charles Lewis et Lewis.
Charles D. Lewis, né en 1955, est un chanteur caribéen originaire de Barbade. Il s'est rendu célèbre en 1990 en interprétant la Soca Dance, numéro un pendant 6 semaines à l'été 1990 en France et en Belgique, et dans une moindre mesure en Allemagne.

## Carrière
Au printemps de l'année 1990, Roberto Vannucci, alors responsable artistique de Baxter Music, découvre Charles D. Lewis, originaire de Barbade, vivant à Düsseldorf en Allemagne. L'histoire de la Soca Dance a mis deux mois pour se mettre en place. D'abord, la signature du contrat de l'artiste avec Baxter Music. Ensuite les signatures avec Polygram pour la distribution, actuellement Universal Music et un autre contrat liant Baxter Music à TF1, représentée par Dominique Cantien. Ces opérations ont été orchestrées par le producteur Gérard Louvin et Dominique Rousseau, alors label manager de Baxter Music. Les choses sont ensuite allées très vite. Le recrutement du chorégraphe anglais Andy Shaft, puis d'un casting de danseurs organisé par Roberto Vannucci pour le tournage du clip, de la promo et de la tournée. Le mixage et le mastering du titre ont été dirigés par Livio Conenna et le graphisme de la pochette confié à Lionel Gédébé. Le clip vidéo a été tourné à Trinité-et-Tobago et produit par Turtles productions.

## Discographie et classements

### Singles
- Soca Dance
  - France[2] : classé 20 semaines (du 14 juillet au 24 novembre 1990), meilleur classement hebdomadaire : 1 (x 6). Single d'Or.

| Semaine    | 1  | 2 | 3 | 4 | 5 | 6 | 7 | 8 | 9 | 10 | 11 | 12 | 13 | 14 | 15 | 16 | 17 | 18 | 19 | 20 |
| ---------- | -- | - | - | - | - | - | - | - | - | -- | -- | -- | -- | -- | -- | -- | -- | -- | -- | -- |
| Classement | 12 | 7 | 2 | 2 | 1 | 1 | 1 | 1 | 1 | 1  | 2  | 3  | 6  | 5  | 6  | 13 | 14 | 14 | 30 | 43 |

- - Autriche[3] : classé 1 semaine (le 11 novembre 1990), meilleur classement hebdomadaire : 30.

| Semaine    | 1  |
| ---------- | -- |
| Classement | 30 |

- Another Friday Night
- My Life, Your Life
- Soca City
- Stay
- There For You